# Альби (Калабрия)
Альби́ (итал. Albi) — коммуна в Италии, располагается в регионе Калабрия, в провинции Катандзаро.
Население составляет 931 человек (30.04.2017г.), плотность населения составляет 31,41 чел./км². Занимает площадь 29,64 км². Почтовый индекс — 88055. Телефонный код — 0961.
Покровителем населённого пункта считается святой San Nicola da Tolentino.

## Администрация коммуны
- Официальный сайт: https://web.archive.org/web/20060813083012/http://www.comunedialbi.it/

## Демография
| Динамика населения |
|                    |
| По данным ISTAT    |